# Burundi
Burundi, formellt Republiken Burundi (kirundi: Republika y'u Burundi, franska: République du Burundi), är en suverän stat i Östafrika. Den är belägen vid den norra ändan av Tanganyikasjön och gränsar till Kongo-Kinshasa, Rwanda och Tanzania.  

## Historia

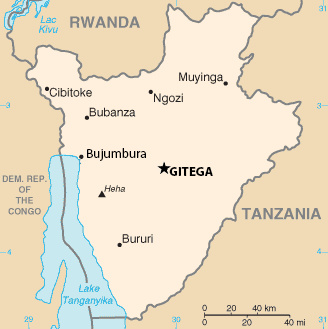
Burundi

De första tutsierna antas ha invandrat från Etiopien på 1400-talet och besegrade urinvånarna hutuerna. Med grannlandet Rwanda i norr utgjorde Burundi (i äldre kartböcker från kolonialtiden även kallat Urundi) området Rwanda-Urundi med i stort sett gemensam historia till 1960-talet. Redan på 1700-talet upprättades ett feodalt kungarike under tutsihärskare.
Burundi var en del av kolonin Tyska Östafrika under 1890–1919, men blev med Rwanda ett belgiskt mandatområde mellan 1919 och 1945. FN hade mandatet från 1945 till 1962. 1962 blev Burundi ett självständigt kungadöme (systerstaten Rwanda blev republik). Efter en kupp 1966 infördes republik, men styret blev samtidigt militärdiktatur. Tutsierna, som gynnats under den tidiga kolonialtiden, behöll den politiska makten. De svåra etniska motsättningarna har lett till upprepade blodiga sammanstötningar mellan hutu och tutsi. Hutus utsattes t.ex. för svåra massakrer 1972 och 1988.
Burundis första demokratiskt valda president mördades i oktober 1993, efter fyra månader på sin post. Efter tutsimilitärers mord på den nyligen valde presidenten Melchior Ndadaye (hutu) utbröt en terrorvåg. Sedan dess har omkring 500 000 burundier försvunnit i utbrett, ofta intensivt, etniskt våld mellan hutuer och tutsier. Många hundratusen har flytt, antingen inom landet eller till grannländerna, framför allt Tanzania. Den överenskommelse om maktdelning mellan folkgrupperna som slöts 1994 bröts av en tutsiledd militärkupp 1996. Konflikten beräknas ha kostat tiotusentals människoliv sedan 1995.
I december 2018 bytte Burundi huvudstad, tio år efter ett löfte från presidenten. Den lilla staden Gitega i centrala Burundi tog över rollen som landets politiska huvudstad, medan dåvarande huvudstaden Bujumbura förblev landets ekonomiska centrum.
President Pierre Nkurunziza, som ledde landet i 15 år, dog i juni 2020. Nkurunzizas efterträdare var tidigare rebelledaren Évariste Ndayishimiye. I regeringen ingår personer som Alain-Guillaume Bunyoni och Gervais Ndirakobuca som står på EU:s lista för ovälkomna personer.

## Geografi
Burundi är en inlandsstat strax söder om ekvatorn. Landet begränsas i väster av en gren av den östafrikanska gravsänkan Rift Valley med Tanganyikasjön. Lägsta punkt är  Tanganyikasjön, 772 meter över havet.

### Topografi
Från sjön höjer sig landet österut till en högplatå, 1 500–2 000 m ö.h., med savann och stäpp. Det tropiska klimatet på strandslätten vid sjön modereras på högplatån som är torrare och mindre het.

### Hydrografi
De största vattnen i landet är Tanganyikasjön i sydväst och Kagerafloden. Landets totala vattenyta är 2 180 kvadratkilometer.

### Klimat
Allmänt råder tropiskt klimat, men den årliga genomsnittstemperaturen varierar med höjden över havet, från 16 till 23oC, där de lägsta temperaturerna är på högre höjd. Den genomsnittliga årsnederbörden är ungefär 1200 mm på platåerna och 1400 mm på högre höjder. Vid Tanganyikasjön är nederbörden 750 mm. Det är två regnperioden, varav den längsta varar från februari till maj.

### Miljöproblem och naturskydd
Några av landets miljöproblem är jorderosion och för stor skogsavverkning. Endast lite skogbevuxen mark återstår, eftersom det mesta av skogen avverkats för att användas som bränsle. Detta hotar även det djurliv som finns i skogen.[källa behövs]
Enligt uppgifter från 2010 hade landet de tre nationalparker: Kibira, med exempelvis schimpanser, Ruvubu och Rusizi, varav den sistnämnda förvaltas som ett naturreservat. Därtill  fanns åtta större naturreservat.

## Styre och politik

### Författning och styre
Landets författning är från år 2005 men uppdateringar har gjorts, senast år 2020. Av den framgår att:
- Presidenten väljs, från och med år 2020, vart sjunde år i direkta val. Presidenten kan endast väljas om en gång.[17]

- Vicepresidenten ska representera en annan etnisk grupp än presidenten samt ett annat politiskt parti. Innan år 2020 fanns två vicepresidenter, en tutsi och en hutu.[17]

- Premiärministern ska vara en representant från parlamentets största parti. Posten inrättades i samband med revideringen av författningen år 2020.[17]

- Regeringens medlemmar ska vara 60 procent hutuer och 40 procent tutsier. Dessutom ska 30 procent av medlemmarna vara kvinnor.[17]

- Parlamentet har den lagstiftande makten och består av två kammare, en senat och en nationalförsamling. Val hålls vart femte år.[17]

- Senatens ledamöter ska bestå av lika många hutuer som tutsier. Tre platser ska fördelas till minoritetsbefolkningen twa. 30 % av ledamöterna ska vara kvinnor.[17]

- Av nationalförsamlingens platser ska hutuerna tilldelas 60 % och tutsier ska tilldelas 40 % av platserna. Tre platser ska fördelas till twa. 30 % av ledamöterna ska vara kvinnor  Nationalförsamlingen ska ha minst 100 platser men kan utökas om det krävs för att uppnå ovanstående fördelning.[17]

### Administrativ indelning
Burundi är indelat i 18 provinser: Bubanza · Mairie de Bujumbura · Bujumbura Rural · Bururi · Cankuzo · Cibitoke · Gitega · Karuzi · Kayanza · Kirundo · Makamba · Muramvya · Muyinga · Mwaro · Ngozi · Rumonge · Rutana · Ruyigi

### Politik
År 2005 utsåg parlamentet Pierre Nkurunziza, tidigare hutu-rebell i inbördeskriget, till president och fem år senare vann han presidentvalet. Konstitutionen säger att en president inte får inneha ämbetet mer än två mandatperioder (tio år), men eftersom Nkurunziza utsågs men inte valdes till president 2005, ansåg han sig kunna väljas till president i valet 2015, och alltså inneha ämbetet en tredje mandatperiod. Detta ledde våren 2015 till häftiga protester och social oro i landet. Nkurunziza valdes till president 21 juli 2015, och situationen i landet, främst i Bujumbura, var fortfarande instabil. Nkurunziza dog i juni 2020. Hans efterträdare är tidigare rebelledaren Évariste Ndayishimiye.

### Rättsväsen
Rättssystemet bygger på en kombination av belgiska, och därmed franska, traditioner och lokal sedvanerätt. Dödsstraffet avskaffades 2009.
Med anledning av de konflikter som drabbat Burundi genomgår landets rättsväsen en reformering under början av 2020-talet.
I varje provinshuvudstad finns provinsdomstolar. Dessutom finns en förstainstansdomstol, en appellationsdomstol samt Högsta domstolen i huvudstaden.
År 2005 beslutade FN:s säkerhetsråd att införa en rad åtgärder för att komma tillrätta med konflikterna i landet. Bland annat beslutades om ett National Truth and Reconciliation Commission samt en specialdomstol för åtal gällande krigsbrott och brott mot mänskliga rättigheter.

### Försvar
Burundis beväpnade styrkor består av marin och armé. Dessutom finns semi-militär personal varav majoriteten är lokala miliser. År 2004 skapades en ny väpnad styrka, som skulle bestå av lika många hutuer och tutsier. I samband med detta anslöt 20 000 tidigare rebeller.
År 2018 bestod de väpnade styrkorna av 30 050 man aktiv personal och den semi-militära styrkan var 21 000 man varav 20 000 utgjordes av lokala miliser.
Armén bestod av en stab på 30 000 man aktiv personal och utrustningen omfattade spaningsfordon och pansarvagnar. Utöver detta hade armén ett medeltungt artilleri, kortdistansflygvärnsmissiler och lätt luftvärnsartilleri. Armén hade också en luftburen komponent bestående av lätta flygplan och helikoptrar.
Marinen bestod av en stab på 50 man aktiv personal, fyra patrullfartyg och två landstigningsfartyg.
Burundi har deltagit i Afrikanska unionens insats i Somalia (Amisom) samt i FN:s operation MINUSCA i Centralafrikanska republiken.

## Ekonomi och infrastruktur
Burundi är ett inlandsland fattigt på naturtillgångar och med en underutvecklad industrisektor (ett s.k. U-land). Landets ekonomi domineras av jordbrukssektorn som genererar cirka 30 procent av BNP-värdet och sysselsätter över 90 % av befolkningen. Burundis främsta exportvara är kaffe och te som står för 90 % av inkomsterna från utrikeshandeln, även om exporten utgör en relativt liten del av BNP. Dominerande exportmottagare är Schweiz, Storbritannien, Belgien och Pakistan. Importhandeln domineras av Saudiarabien, Belgien, Kenya och Uganda. 
Burundis exportinkomster och dess förmåga att betala för importvaror beror framförallt på väderförhållanden och internationella kaffe- och tepriser. Tutsiminoriteten, som utgör cirka 14 procent av befolkningen, dominerar kaffehandeln. Huvudsakliga matgrödor är kassava, sötpotatis och ris. Planer finns att utveckla bomull- och risodling på Imboslätten samt att etablera bevattningssystem för ris och socker i Mossuoområdet. Fisket i Tanganyikasjön har betydelse för matförsörjningen. Mineralproduktionen är låg, men stora fyndigheter av vanadin och uran prospekteras och olja har upptäckts under Tanganyikasjön och i Ruzizidalen. 
Burundis BNP växte årligen med cirka 4 procent mellan 2006 och 2009. Politisk stabilitet och ett fredsavtal i inbördeskriget har förbättrat biståndsflödet och den ekonomiska aktiviteten. Biståndsberoende väntas bestå lång tid framöver, dels för utvecklingsprojekt men även för att täcka budget- och handelsunderskott. 
Underliggande problem som en hög fattigdom, låg utbildningsnivå, ett svagt rättssystem och en låg administrativ kapacitet, riskerar att rasera planerade ekonomiska reformer. 2007 gick landet med i Östafrikanska gemenskapen, vilket väntas öka den regionala handelsvolymen. Burundis stora utmaning för ekonomisk tillväxt blir att behålla tillräcklig skattedisciplin och fred, samt att minska den statliga korruptionen som hindrar en hälsosam utveckling för den privata sektorn genom ständigt ändrade lagar och regler.
Det är under perioder och i vissa regioner brist på mat, medicin och elektricitet. Uppemot 90% av barnen går i grundskolan.

### Näringsliv
| Sektor   | Andel av BNP |
| -------- | ------------ |
| Jordbruk | 40 % (2017)  |
| Industri | 16 % (2017)  |
| Service  | 44 % (2017)  |

#### Jord- och skogsbruk, fiske
Nästan hälften av markytan (44 procent) i Burundi är odlingsbar. I dag är 9 procent av marken uppodlad och 36 procent används som betesmark.
Jordbruket och livsmedelsproduktionen har varit de historiska hörnstenarna i landets ekonomi. År 2021 sysselsattes cirka 80 % av befolkningen inom jordbruket.
Den viktigaste försäljningsprodukten från jordbrukssektorn, tillika landets viktigaste exportvara, är kaffe. Även bomull och te odlas för export.
Jordbrukssektorn är begränsad och underutvecklad och utvecklingen har hämmats av långa avstånd till hamnar, av konflikter och av ekonomiska sanktioner.

#### Energi och råvaror
Torv och ved är de två största källorna till lokal energi. Elproduktionen är till största delen hydrogenererad, varav en del importeras.
År 2022 finns i de oexploaterade mineraltillgångarna  betydande nickelfyndigheter i den östra delen av landet och även betydande reserver av vanadin, uran och fosfater. Det finns också indikatorer från geologiska bedömningar om att det kan finnas stora reserver petroleum under Tanganyikasjön samt i Rusizi-dalen.
Mineralproduktionen är dock i ännu begränsad. År 2022 består brytningen av mineraler i första hand av niob, tantal, guld, tenn och wolframit (en källa till volfram).
År 2006 hade Burundi delvis oexploaterade naturtillgångar i form av nickel, uran, kobolt, koppar, platina och vanadin. Landet hade flera elproducerande vattenkraftverk och det fanns också odlingsbar mark som ännu inte var uppodlad.

#### Industri
Industrin var 2017 begränsad och underutvecklad. Industrins utveckling har, liksom jordbrukets, bromsats av långa avstånd till hamnar, konflikter och ekonomiska sanktioner. Konsumtionsvaruindustrin i Burundi är dock relativt diversifierad och landet producerar möbler, textilier och olika typer av hantverk.

#### Tjänster och turism
Turismen begränsas av konflikterna i områden, men anses ha stor potential.

### Infrastruktur

#### Vatten
Omkring 40 procent av de urbana hushållen hade år 2001 färskvatten indraget. 77 procent av befolkningen i staden och 42 procent av befolkningen på landet hade tillgång till färskvatten.
Den totala genomsnittliga färskvattenförbrukningen är 38 kubikmeter vatten per person och år (2000), att jämföra med Sveriges 296 kubikmeter per person. 77 procent av färskvattnet går till jordbruk, 6 procent till industrin och 17 procent till hushåll.[källa behövs]

#### Utbildning och forskning
År 2021 var statens utgifter för utbildningssektorn cirka 16 procent av den statliga budgeten. Utbildningen är gratis.
Läs- och skrivkunnigheten bland Burundis vuxna befolkning var i slutet av 00-talet cirka 80 %. Detta kan jämföras med 1990 då den var 40 %. Förklaringen är de relativt stora satsningar som gjordes på utbildningsområdet under 2000-talet. År 2016 var Läs- och skrivkunnigheten, hos personer 15 år och äldre 85,6 %. Bland männen var andelen 88,2 % och bland kvinnorna var andelen 83,1 %.
Officiellt är den sexåriga grundskolan obligatorisk och börjar vid sju års ålder och år 2010 var 85 procent av barnen i grundskoleåldern inskrivna i skolan. Undervisningsspråket är kurundi.
Gymnasieutbildningen inkluderar yrkes- och lärarutbildning. Den är attraktiv, inträdeskraven är höga och undervisningsspråket är franska. Programmen är tre eller fyra år.
Burundi har ett statligt universitet, Université du Burundi; detta finns i Bujumbura och har cirka 13 000 studenter. Det finns också ett antal privata universitet; dessa är dock mindre.
Etnisk diskriminering i skolan är fortfarande en politiskt känslig fråga, då tutsier under början av 2020-talet fortfarande är överrepresenterade på gymnasie- och universitetsnivå. Eftersom detta ger stora skillnader i utbildningsnivå mellan folkgrupperna, ger det få utvecklingsmöjligheter för majoritetsgruppen hutu samt minoritetengruppen twa. I praktiken innebär det att tutsierna har ett informellt monopol på uppdrag som tjänstemän inom offentlig tjänst. Trots utbrott av etniska stridigheter har de flesta skolor fortsatt att fungera mitt i oroligheterna.

#### Sjukvård, andra viktiga samhällstjänster
Cirka 60 procent av befolkningen har tillgång till sjukvård.[källa behövs][när?]
Burundis invånare har begränsad tillgång till sjukvård. Det finns liten tillgång till sjukhusfaciliteter och otillräckligt med medicinsk personal. De civila stridigheterna har dessutom försvårat situationen för sjukvårdspersonalen. Biståndsorganisationer bidrar med sjukvård.

## Befolkning
Burundi är ett av kontinentens minsta och fattigaste länder och mycket tättbefolkat.

### Demografi

#### Minoriteter
År 2022 fanns i Burundi grupperna Hutu, Tutsi och Twa, varav de sistnämnda också kallas Pygméer. År 2017 uppskattades hutu utgöra 85 procent av befolkningen, tutsi 14 procent och twa 1 procent. Därtill tillkom en mycket liten andel européer, cirka 3 000 stycken, och cirka 2 000 sydasiater.
Burundis två största folkgrupper hutu och tutsi, delar samma språk och samma kultur. Skillnaderna består i att hutu är ett jordbrukande folk medan tutsi är nomader. Den etniska gruppen twa är ett traditionellt jägar- och samlarfolk. Twa finns över stora delar av Centralafrika.
Hutu, är ett bantufolk som invandrade redan på 1000-talet. Tutsi invaderade norrifrån på 1400-talet och skapade ett feodalsystem med hutufolket som tvångsarbetare. Twa är områdets ursprungsbefolkning.[källa behövs]

#### Migration
Historiskt sett har migrationsströmmar in och ut från Burundi till övervägande del bestått av flyktingar från våldsamma konflikter.
Under 2010-talet har dock mer än en halv miljon burundiska flyktingar återvänt hem från grannländerna, främst från Tanzania. Detta har fortsatt under 2020-talet, och år 2021 var nettomigration 7,35 per 1 000 invånare.
Att integrera de återvändande, även de som ursprungligen kommer från Burundi men återvänt, har varit problematiskt. Detta på grund av deras långa tid i exil, bristen på mark, en dålig infrastruktur, fattigdom och arbetslöshet.
Förhållandena i Burundi har försämrats sedan förnyat våld bröt ut i april 2015. Detta orsakade ännu ett utflöde av flyktingar. Förutom utvandring av flyktingar har Burundi tagit emot tusentals flyktingar från grannländerna, de flesta från Demokratiska republiken Kongo och ett mindre antal från Rwanda.
År 2017 fanns i Burundi 61 427 flyktingar från Kongo-Kinshasa. 2016 fanns det dessutom 974 stycken statslösa i landet. Samma år fanns 209 202 internflyktingar i landet.

### Språk
År 2022 är kirundi, engelska och franska officiella språk. Nästan hela befolkningen beräknades vid den senaste uppskattningen år 2008 kunna tala bantuspråket kirundi, men endast 29,7 % kunde både tala och skriva språket. Samtidigt beräknades endast 3 % av befolkningen både kunna tala och skriva franska, och drygt 1 % kunde både tala och skriva engelska. Swahili talas även i landet. Folkgrupperna tutsi och twa har övergivit sina tidigare modersmål. Det är ovanligt i Afrika söder om Sahara att ett gemensamt språk används av olika grupper, på det sätt som kirundi används..
Swahili används företrädesvis vid handel, men talas utbrett i Bujumbura. Även franskan är stor i Bujumbura. Swahili talas även vid Tanganyikasjön.[källa behövs]
Anledningen att franska talas i landet är ett arv från den belgiska kolonialtiden.

### Religion
Enligt skattningar gjorda 2016–2017 var över 90 procent av befolkningen kristna. De var till största del katoliker, men 35,3 % av befolkningen var protestanter tillhörande bland annat Sjundedagsadventisterna. Endast 3,4 procent av befolkningen utövade islam och ungefär 5 procent traditionella afrikanska religioner. Förklaringen till den höga andelen kristna i landet beror av tre historiska skäl. Det första är att de första katolska missionärerna kom till Burundi 1879. Den andra är att landet varit under belgiskt kolonialstyre. Den tredjer att flera evengelisationskampanjer genomförts.
Burundi var 2022 ett sekulärt land med en hög grad av religionsfrihet.

### Sociala förhållanden
Med två tredjedelar av befolkningen under 25 år, en medianålder på 17,7 år 2020 och ett födelsetal på cirka 6 barn per kvinna, kommer Burundis befolkning att fortsätta att expandera snabbt under årtionden framöver. Som referens kan nämnas att år 2021 var befolkningstillväxten 3,68 %. Detta kommer att utsätta ett fattigt land för ytterligare påfrestningar.
Enligt The World Factbook hade Burundi år 2016 den tredje högsta befolkningstillväxten och det näst högsta antalet barn per kvinna i hela världen.

### Hälsa
De vanligaste dödsorsakerna, enligt uppgifter från år 2018, var neonatala tillstånd följt av nedre luftvägsinfektioner och diarrésjukdomar. Matbrist, fattigdom och brist på rent vatten bidrar till att 60% av barnen var kronisk undernärda, enligt uppgifter från år 2022. Brist på reproduktiva hälsotjänster har förhindrat en betydande minskning av Burundis mödradödlighet och fertilitetstal, som båda är bland världens högsta.
Hiv och aids är ett stort hälsoproblem i Burundi. År 2020 beräknades omkring 1 %, totalt 83 000, av den vuxna befolkningen smittad och antalet dödsfall var 1 700. Detta kan jämföras med år 2005 då 150 000 personer var smittade och 14 000 personer dog av aids.
Andelen av den vuxna befolkningen som led av fetma år 2016 beräknades till 5,4 %.

### Övriga befolkningsdata
Den senaste folkräkningen hölls den 16 augusti 2008 och då uppgick den faktiskt befintliga befolkningen i Burundi (de facto) till 7 877 728 invånare, varav 3 838 045 män och 4 039 683 kvinnor. Den folkbokförda (de jure) befolkningen i folkräkningen uppgick till 8 053 574 invånare, varav 3 964 906 män och 4 088 668 kvinnor. Folkräkningar hade tidigare hållits 1990 och 1979. Invånartalet i Burundi uppskattades i juli 2016 av The World Factbook till 11 099 298 invånare, medan Förenta nationerna uppskattade befolkningen 1 juli 2016 till 11 553 000. Enligt en projektion av Burundis regering baserad på folkräkningen 2008 utgjorde antalet invånare år 2017 10 400 938 personer.

## Kultur

### Massmedier
I Burundi finns strikta presslagar  som journalister arbetar under. 
Journalister utsätts för trakasserier på grund av sin bevakning och vissa journalister har flytt landet. Enligt Reportrar utan gränser domineras medierna till största delen av rädsla, resignation och självcensur.

#### Radio och television
Radio är den huvudsakliga informationskällan och staten dominerar stationerna. Detta efter att de flesta privatägda stationer stängt efter ett kuppförsök år 2015. De privatägda stationerna har därefter förblivit stängda.
Regeringen förbjöd år 2019 FM-sändningar av BBC World Service efter att ha anklagat den för att sända en dokumentär som de ansåg hade skadat landets rykte. Myndigheterna har också stängt amerikanska statsfinansierade Voice of America (VOA).
Sociala medier används både för att inhämta information och för att sprida desinformation.

### Konstarter

#### Musik och dans
Den traditionella musiken, som varierar något mellan de olika etniska folkgrupperna, spelar under 2020-talets början fortsatt en viktig roll i samhället.
Traditionella instrument är: 
- Den stora trågcittran (inanga) som var hovmusikens viktigaste stränginstrument. Den används för solospel och till att ackompanjera bland annat episka och historiska sånger.
- Musikbåge
- Ensträngad fiol
- Tumpiano (ikembe)
- Olika typer av flöjter (umwironke). Dessa spelas oftast av herdepojkar.[17]

Musiken i Burundi är i grunden pentatonisk, även om variationer finns. Sången är byggd på rop–svar-tekniker och är mestadels monofon.
Tutsi-musiken spelade en stor roll vid kunga- och hövdingahoven. Trummorna lyftes fram som symboler för kungamakten. Ett exempel är hyllningsmusiken, som fortfarande framförs, bestående av en ensemble med 25 ingoma-trummor. Sången hos tutsi tyder på arabiskt inflytande.
Twa-polyfona sångstilar med joddeleffekter bryter av mot de andra etniska gruppernas musik.

#### Arkitektur
De traditionella bostäderna är cirkulära enrumshus, ofta dolda av bananträd som reser sig över häckarna i enskilda inhägnader.
Stadsområdena har blandad bebyggelse bestående av byggnader i kolonialstil och mer moderna bostäder.
I början av 2000-talet byggdes bostäder som tog tillvara lokala resurser. De nya bostäderna var avsedda att lindra den kroniska bostadsbristen som delvis orsakats av den höga befolkningstätheten i stadsområden och förvärrats av de stora mängderna återvändande flyktingar.

### Idrott
Burundi har sen 1990-talet använt sport i försök att ena landet.
En av de populäraste sporterna är fotboll och Burundi har deltagit i flera afrikanska mästerskap.
Burundi har också duktiga friidrottare. Som exempel kan nämnas Vénuste Niyongabo, som vann Burundis första medalj, en guldmedalj, i 5 000-metersloppet vid OS i Atlanta år 1996.

## Internationella rankningar
| Organisation                                | Undersökning                   | Bedömning                                   | Rankning   |
| ------------------------------------------- | ------------------------------ | ------------------------------------------- | ---------- |
| Heritage Foundation/The Wall Street Journal | Ekonomisk frihet-index 2019    | 47,7 (Mostly unfree; 100 är bäst)           | 162 av 180 |
| Reportrar utan gränser                      | World Press Freedom Index 2019 | 52,89 (0 är bäst)                           | 159 av 180 |
| Transparency International                  | Korruptionsindex 2018          | 17 (0 är väldigt korrupt, 100 väldigt rent) | 170 av 180 |
| FN:s utvecklingsprogram                     | Human Development Index 2018   | 0,423 - Låg mänsklig utveckling             | 185 av 189 |
| The Economist                               | Demokratiindex 2018            | 2,33 - Authoritarian regime (10 är bäst)    | 153 av 167 |